# Campofilone
Campofilone is een gemeente in de Italiaanse provincie Fermo (regio Marche) en telt 1857 inwoners (31-12-2004). De oppervlakte bedraagt 12,1 km², de bevolkingsdichtheid is 153 inwoners per km².

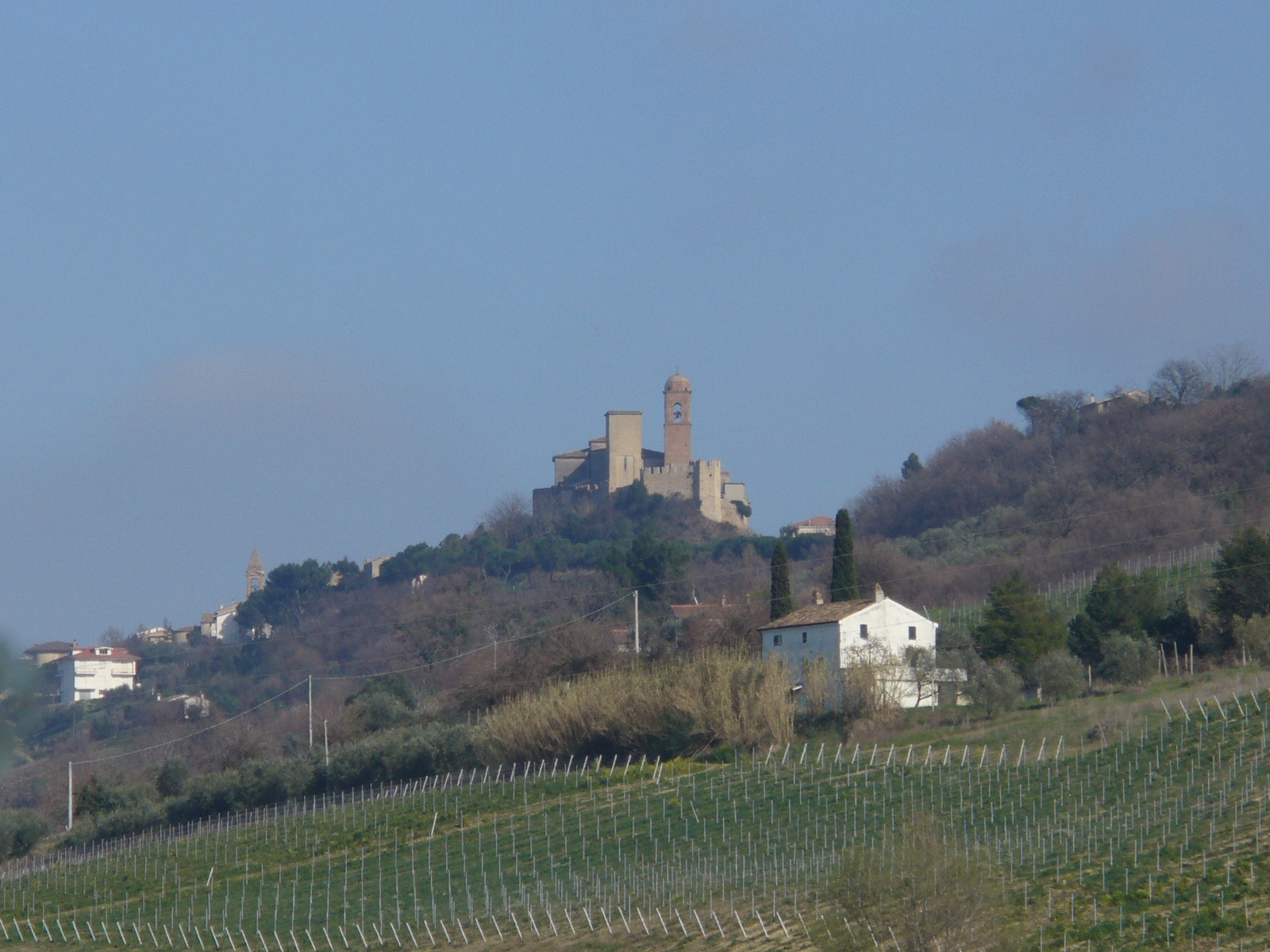
Campofilone
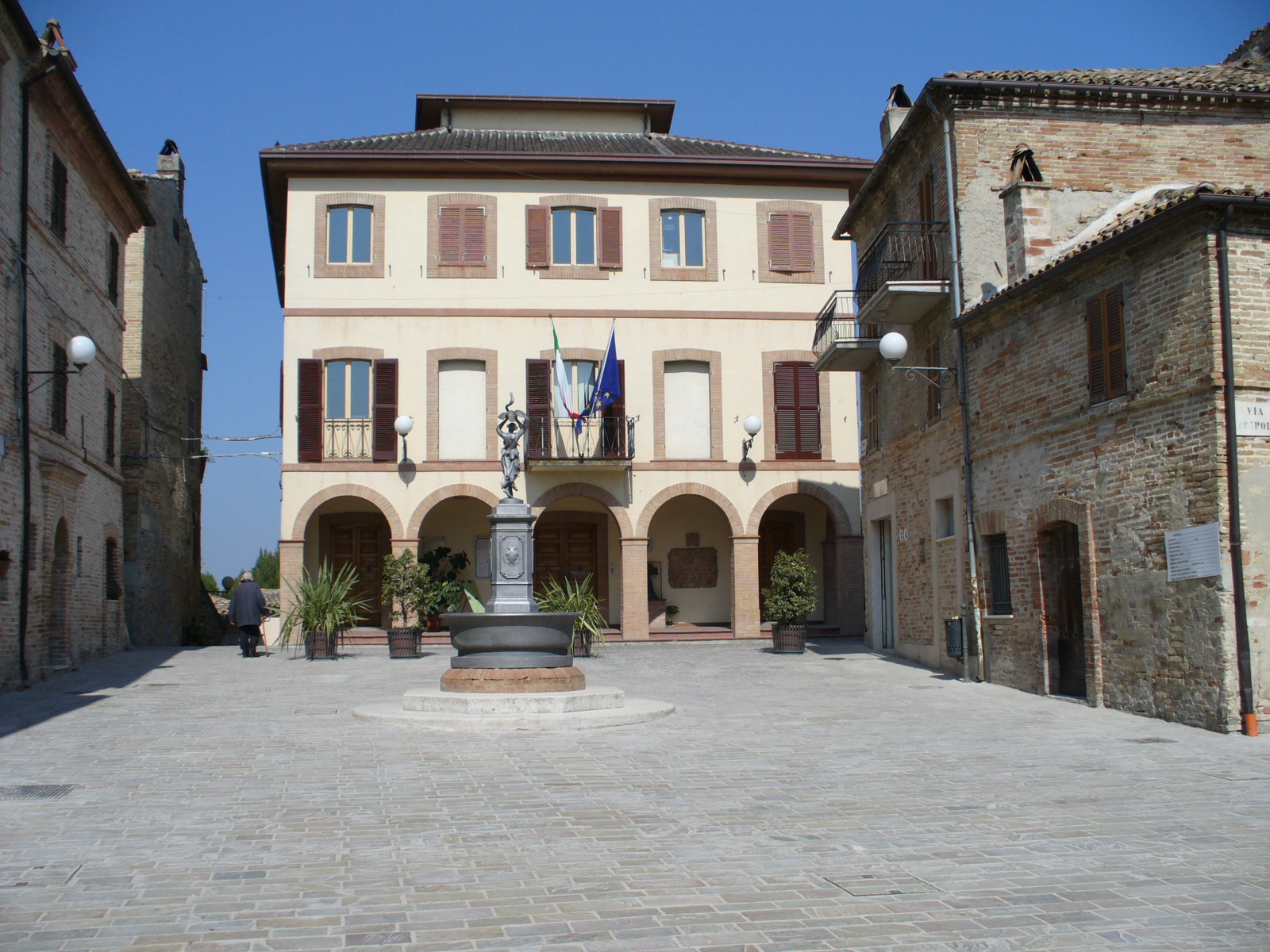
Gemeentehuis
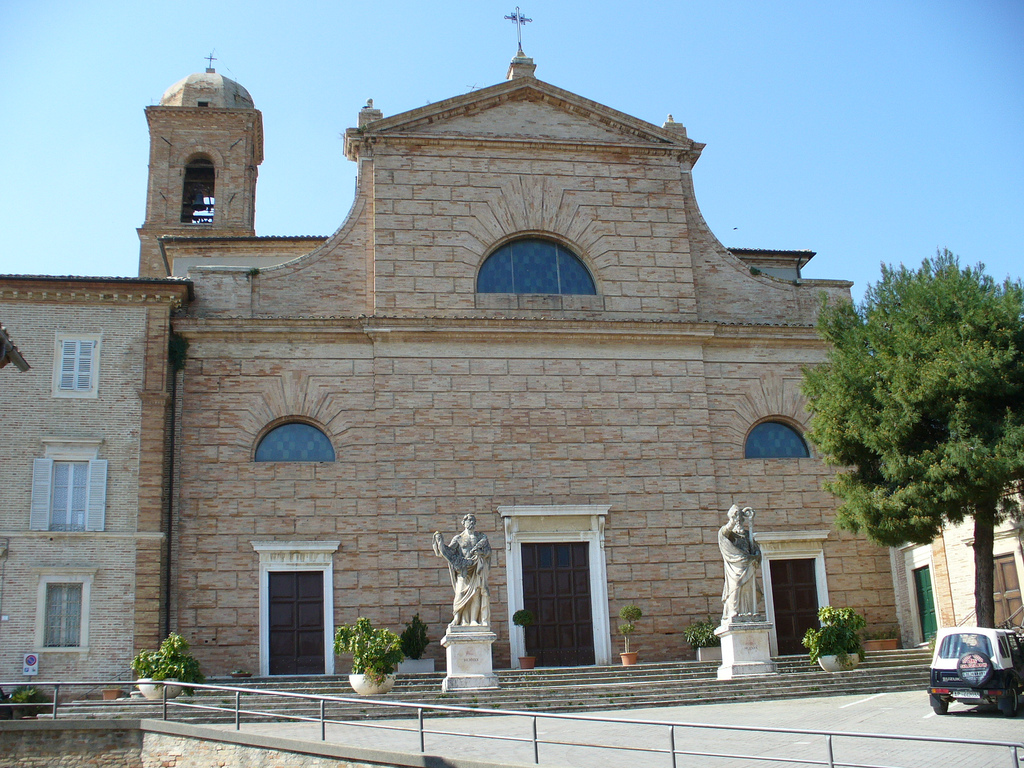
Collegiata

## Demografie
Campofilone telt ongeveer 651 huishoudens. Het aantal inwoners steeg in de periode 1991-2001 met 7,4% volgens cijfers uit de tienjaarlijkse volkstellingen van ISTAT.
| Jaar | Inwoneraantal |
| ---- | ------------- |
| 1991 | 1678          |
| 2001 | 1803          |

## Geografie
De gemeente ligt op ongeveer 210 m boven zeeniveau.
Campofilone grenst aan de volgende gemeenten: Altidona, Lapedona, Massignano, Montefiore dell'Aso, Pedaso.
Altidona · Amandola · Belmonte Piceno · Campofilone · Falerone · Fermo · Francavilla d'Ete · Grottazzolina · Lapedona · Magliano di Tenna · Massa Fermana · Monsampietro Morico · Montappone · Monte Giberto · Monte Rinaldo · Monte San Pietrangeli · Monte Urano · Monte Vidon Combatte · Monte Vidon Corrado · Montefalcone Appennino · Montefortino · Montegiorgio · Montegranaro · Monteleone di Fermo · Montelparo · Monterubbiano · Montottone · Moresco · Ortezzano · Pedaso · Petritoli · Ponzano di Fermo · Porto San Giorgio · Porto Sant'Elpidio · Rapagnano · Sant'Elpidio a Mare · Santa Vittoria in Matenano · Servigliano · Smerillo · Torre San Patrizio
1. ↑  https://demo.istat.it/?l=it.